# Certosa di San Michele di Magonza
La Certosa di San Michele di Magonza (in tedesco: Karthause St. Michael vor Mainz), è un ex monastero dell'Ordine Certosino che si erge sul Monte San Michele, dirimpette alla confluenza dell'Meno con il Reno in Elettorato di Magonza.